# 奥里安斯·帕纳加里斯
奥里安斯·帕纳加里斯（英語：／希臘語：），昵称奥里安斯，其姓“Orianthi”又译“奥芮安希”，是一名澳大利亚女吉他手。奥里安斯最为人熟悉的事迹是担任在迈克尔·杰克逊的“就是这样”（This Is It）复出音乐会担任系列吉他手。她的首个个人单曲《根據你》（According To You）一度排到澳大利亚6名在和美国的36名，她的首张专辑《相信》（Believe）在2009年最后3个月在全球发售。

## 生活和事业
奥里安斯出生在南澳大利亚的阿德莱德，有一半希腊血统。她小时在学校经常受霸道的学生欺负，并因此不得不多次转学。很快，她进入了名校卡夫拉多米尼加学院（Cabra Dominican College），这里没有坏学生欺负人，她也快乐起来。她6岁时就受父亲的影响开始学习原声吉他，11岁时开始弹电吉他，并在15岁时离开学校以专注于写歌及表演。她从14岁开始在英国和法国的各个朋友的乐队里弹奏。她的第一个次伴奏演出是15岁时与史提芬·范一起表演。她在18岁时得到机会与卡洛斯·桑塔纳见面并一起即兴演奏。桑塔纳在调音时邀请奥里安斯上台与他即兴演奏，随即邀请她当晚在舞台上与他一起表演。她在2006年底与格芬唱片公司签约，并签约由19 SMEntertainment代理。奥里安斯目前在美国和亚洲生活。
奥里安斯曾与王子一起演奏，为松下高清电视录制过广告，还有一首歌登上过电影《街头美少女》（Bratz:The Movie），在埃里克·克莱普顿十字街头吉他音乐节表演，登上纽约时报的商业版推广生态环保的声学吉他，并被称为最伟大的12个女性电吉他手之一。她还出现在第51届格莱美奖上担任凯莉·安德伍德的首席吉他手之后安德伍德邀请奥里安斯成为她的乐队成员。奥里安斯吉他的独奏曲《梦游者》被收录在亚当·兰伯特首张专辑《For Your Entertainment》里。
奥里安斯是迈克尔·杰克逊逝世前《就是这样》巡回演出的主吉他手，并出现在所有的彩排中。关于被杰克逊精心选中，她说：
|  | 我不知道他具体为什么选中了我。但他看过我在YouTube上的影片而且很喜欢。他有他选定的吉他手，但我来的时候给他弹了《Beat It》的独奏。他听了之后非常高兴，站起来拉着我的手臂跟我一起在台上走来走去。他问我“能给我弹一次吗？”。当晚他就聘用了我。我真希望他还活着。他让我更相信自己。我从他那里学到的太多了。刚加入时我以为会全都是独奏，但其实演出的主要部分是和弦以及独特的旋律。 |

她在杰克逊纪念演唱会上登场弹唱，该演唱会于2009年7月7日在现场进行了全球电视转播。她也在记录巡回演唱会彩排的电影《迈克尔·杰克逊：就是这样》中出现。她的专辑《相信》中的歌曲〈根據你(According to You)〉，是iTunes 2009年10月27日的一周单曲，并在澳大利亚排到第八名。她在2009年美国音乐奖为一个奖项颁奖，将该奖追授给迈克尔·杰克逊。
當她在日本宣傳首張專輯《相信》期間，獲富士電視台邀請，與日本歌手倖田來未於音樂節目《Music Fair》同台演出倖田來未的歌曲「人魚公主」，負責結他彈奏，亦親自主唱〈根據你〉，為她首次在美國以外演出。
2024年，推出單曲《First Time Blues》。

## 唱片作品

### 录音室专辑
| 专辑名稱        | 發行日期       | 唱片公司 | 發行格式 | 排行榜位置 | 排行榜位置 |
| 专辑名稱        | 發行日期       | 唱片公司 | 發行格式 | 澳大利亚   | 美国       |
| --------------- | -------------- | -------- | -------- | ---------- | ---------- |
| 相信（Believe） | 2009年10月29日 | Geffen   | CD、DLD  | 6          | 125        |

## 单曲
| 年份 | 歌曲                            | 排行榜位置 | 排行榜位置 | 排行榜位置 | 排行榜位置 | 专辑             |
| 年份 | 歌曲                            | 澳大利亚   | 美国       | 日本       | 加拿大     | 专辑             |
| ---- | ------------------------------- | ---------- | ---------- | ---------- | ---------- | ---------------- |
| 2009 | 《根据你》 （According to you） | (8)        | 3          | 36         | 69         | 相信             |
| 2010 | Shut Up and Kiss Me             | 85         | －         | 11         | －         | 相信(II)         |
| 2010 | Courage(with Lacey Sturm)       | －         | －         | －         | －         | 相信(II)         |
| 2024 | First Time Blues                | －         | －         | －         | －         | First Time Blues |

## 得獎與提名紀錄
| 年份 | 類型                                       | 獎項                                                           | 結果 |
| ---- | ------------------------------------------ | -------------------------------------------------------------- | ---- |
| 2009 | 《ELLE》雜誌                               | 12 Best Female Electric Guitar Players(十二位最佳女性電吉他手) |      |
| 2010 | Nickelodeon Australian Kids' Choice Awards | Fresh Aussie Musos                                             | 提名 |
| 2010 | Billboard Japan Music Awards 2010          | Top Pop Artist 2010(2010最佳流行歌手)                          | 提名 |
| 2010 | Guitar International Magazine              | Breakthrough Guitarist of the Year 2010                        | 獲獎 |
| 2011 | 日本金唱片大賞                             | The Best 3 New Artists (International)                         | 獲獎 |
| 2011 | Tokio Hot 100 Awards 2010                  | 最佳新人(Best New Artist)                                      | 提名 |

## 影片
- 迈克尔·杰克逊的就是这样 （吉他手）
- 倖田來未的「人魚公主」（Music Fair，日本富士電視台，2010）（吉他手）